# Camenta antennalis
Camenta antennalis är en skalbaggsart som beskrevs av Moser 1924. Camenta antennalis ingår i släktet Camenta och familjen Melolonthidae. Inga underarter finns listade.